# Хардегсен
Хардегсен (њем. Hardegsen) град је у њемачкој савезној држави Доња Саксонија. Једно је од 12 општинских средишта округа Нортхајм. Према процјени из 2010. у граду је живјело 8.293 становника. Посједује регионалну шифру (AGS) 3155005.

## Географски и демографски подаци
Хардегсен се налази у савезној држави Доња Саксонија у округу Нортхајм. Град се налази на надморској висини од 191 метра. Површина општине износи 83,9 km². У самом граду је, према процјени из 2010. године, живјело 8.293 становника. Просјечна густина становништва износи 99 становника/km².